# Glyn Warren Philpot

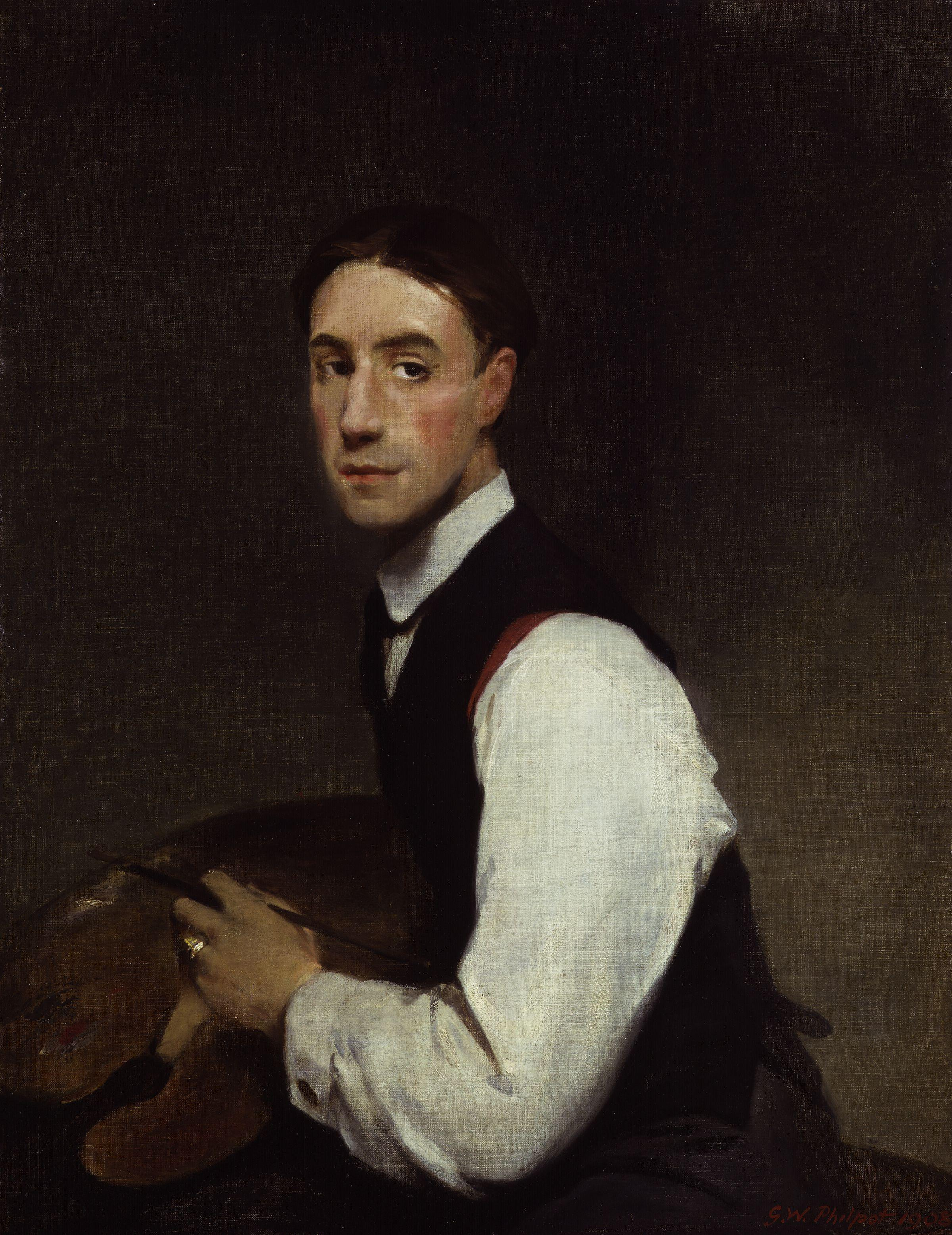
Glyn Warren Philpot – Selbstporträt

Glyn Warren Philpot (* 5. Oktober 1884 in Clapham; † 16. Dezember 1937 in London) war ein englischer Maler.

## Leben
Philpot wurde 1884 als viertes Kind von John Philpot und Jessie Carpenter Philpot geboren. Nachdem seine Mutter sieben Jahre später gestorben war, heiratete sein Vater deren Halbschwester Julia. Im Alter von 15 Jahren ging Philpot zur Lambeth School of Art. Seit 1904 stellte er an der Londoner Royal Academy seine Bilder aus. Er trat in Paris zum römisch-katholischen Glauben über und arbeitete öfter in Spanien.
Philpot diente im Ersten Weltkrieg in der britischen Infanterie, wurde aber 1917 wegen Dienstunfähigkeit entlassen. Er porträtierte die britische Admiralität. 1921 malte er Porträtaufträge in den USA. später in Italien und Ägypten.
1927 wurde er Kurator der Tate Gallery. Er wurde zum Präsidenten der Gilde katholischer Künstler gewählt und malte eine Reihe von Bildern mit religiösen Themen.
Bei der Biennale von Venedig 1930 hatte er eine Einzelausstellung.
1931 ging er nach Berlin, wo seine Bilder mit homosexuellen Inhalten Verärgerungen hervor riefen.
Später ging er nach Spanien und Marokko.
Er starb im Alter von 53 Jahren in London an einem Herzinfarkt und wurde in Petersham beigesetzt.

## Werke
Die Liste ist nicht vollständig.
- The Man in Black (1913)
- A Young Breton (1917)
- Portrait of Siegfried Sassoon (1917)
- Melampus and the Centaur (1919)
- The Coast of Britain (1919–20)
- L'Après-midi tunisien (1921)
- Rast auf der Flucht nach Ägypten (1922)
- Engel der Verkündigung (1925)
- Portrait of Oswald Mosley (1925)
- Weight Lifting, Berlin (1931)
- Fugue (1931–32)
- Oedipus Replying to the Sphinx (1932)
- Acrobats Waiting to Rehearse (1935)
- Bistro, Le Havre (1937)
- Portrait of Henry Ludwig Mond, 2nd Baron Melchett of Landford (1898–1949)
- Penelope
- Negro as harlequin
- Cactus